# Shahrestān di Parsian
Lo shahrestān di Parsian (farsi شهرستان پارسیان), che fino al 2007 si chiamava shahrestān di Gavbandi, è uno dei 13 shahrestān della provincia di Hormozgan, il capoluogo è Gavbandi. Lo shahrestān è suddiviso in 2 circoscrizioni (bakhsh): 
- Centrale (بخش مرکزی)
- Kushk-e Nar (بخش کوشکنار)